# 拉庞 (谢尔省)
拉庞（法語：Lapan，法語發音：[lapɑ̃]）是法国谢尔省的一个市镇，属于布尔日区。

## 地理
拉庞（46°55'24"N, 2°17'59"E）面积10.5 平方千米，位于法国中央-卢瓦尔河谷大区谢尔省，该省份为法国中部省份，北起卢瓦雷省，西接卢瓦-谢尔省和安德尔省，南至克勒兹省，东南接阿列省，东临涅夫勒省。
与拉庞接壤的市镇（或旧市镇、城区）包括：阿尔赛、科尔夸、吕讷里、普里梅勒、圣卡普赖。

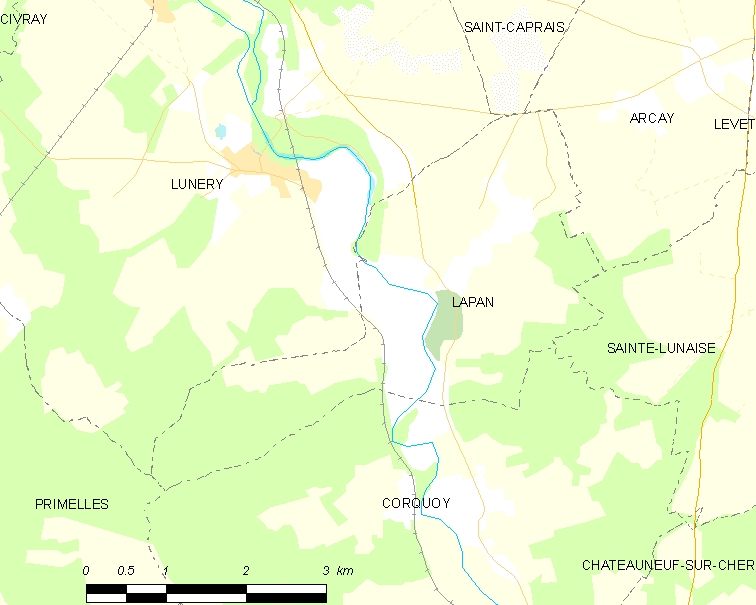
的OSM定位图

拉庞的时区为UTC+01:00、UTC+02:00（夏令时）。

## 行政
拉庞的邮政编码为18340，INSEE市镇编码为18122。

## 政治
拉庞所属的省级选区为特鲁伊县。

## 人口

1962-2008年间人口变化图示

拉庞于2022年1月1日时的人口数量为226人。